# Chiesa di San Martino (Venezia, Burano)
La chiesa di San Martino è un edificio religioso di Burano, isola situata nella parte nord-orientale della Laguna Veneta, ad una decina di chilometri dalla città di Venezia.

## Storia
La chiesa venne eretta nel XVI secolo, più volte restaurata, venne riconsacrata nel 1645.

## Descrizione

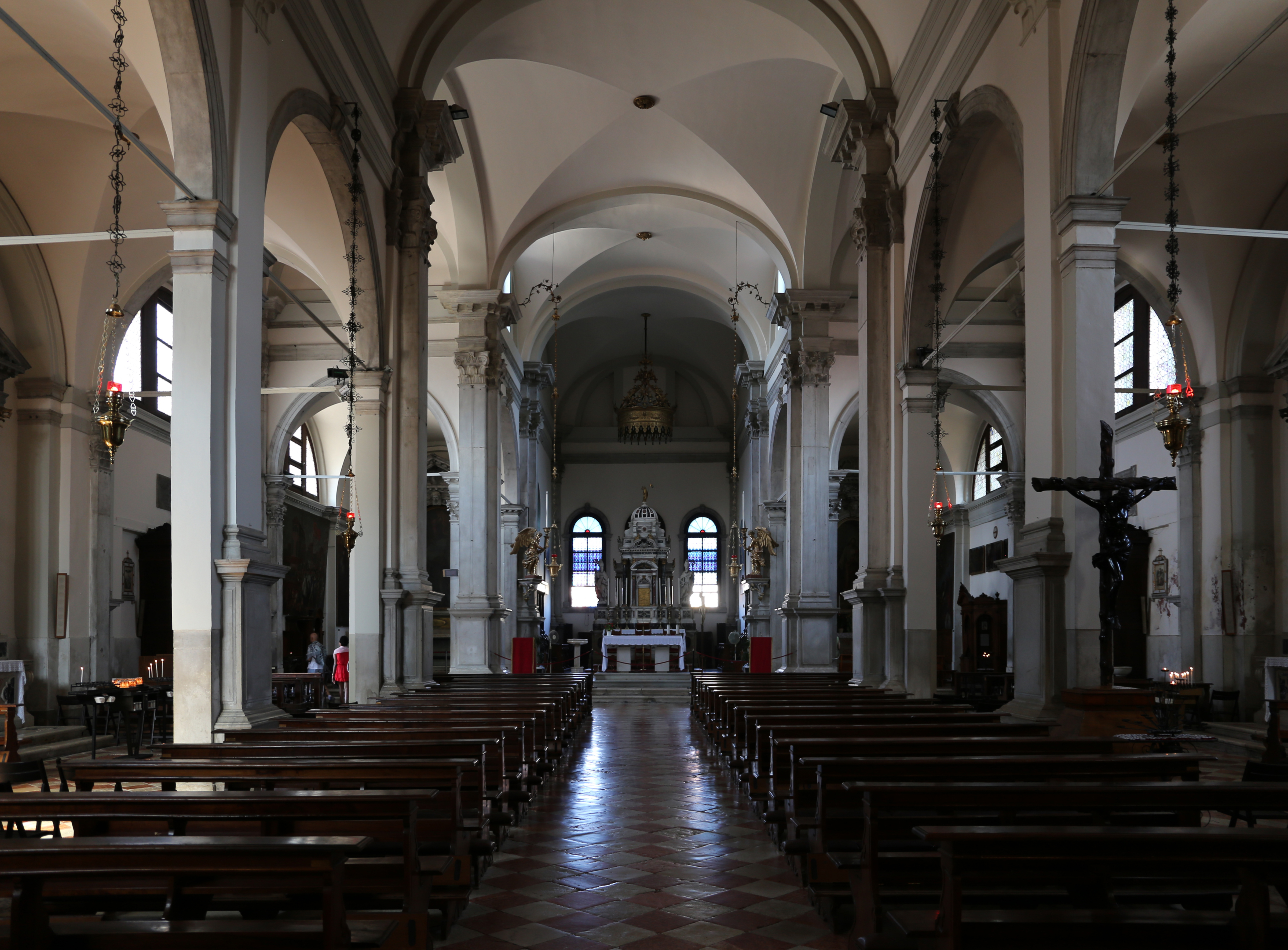
L'interno

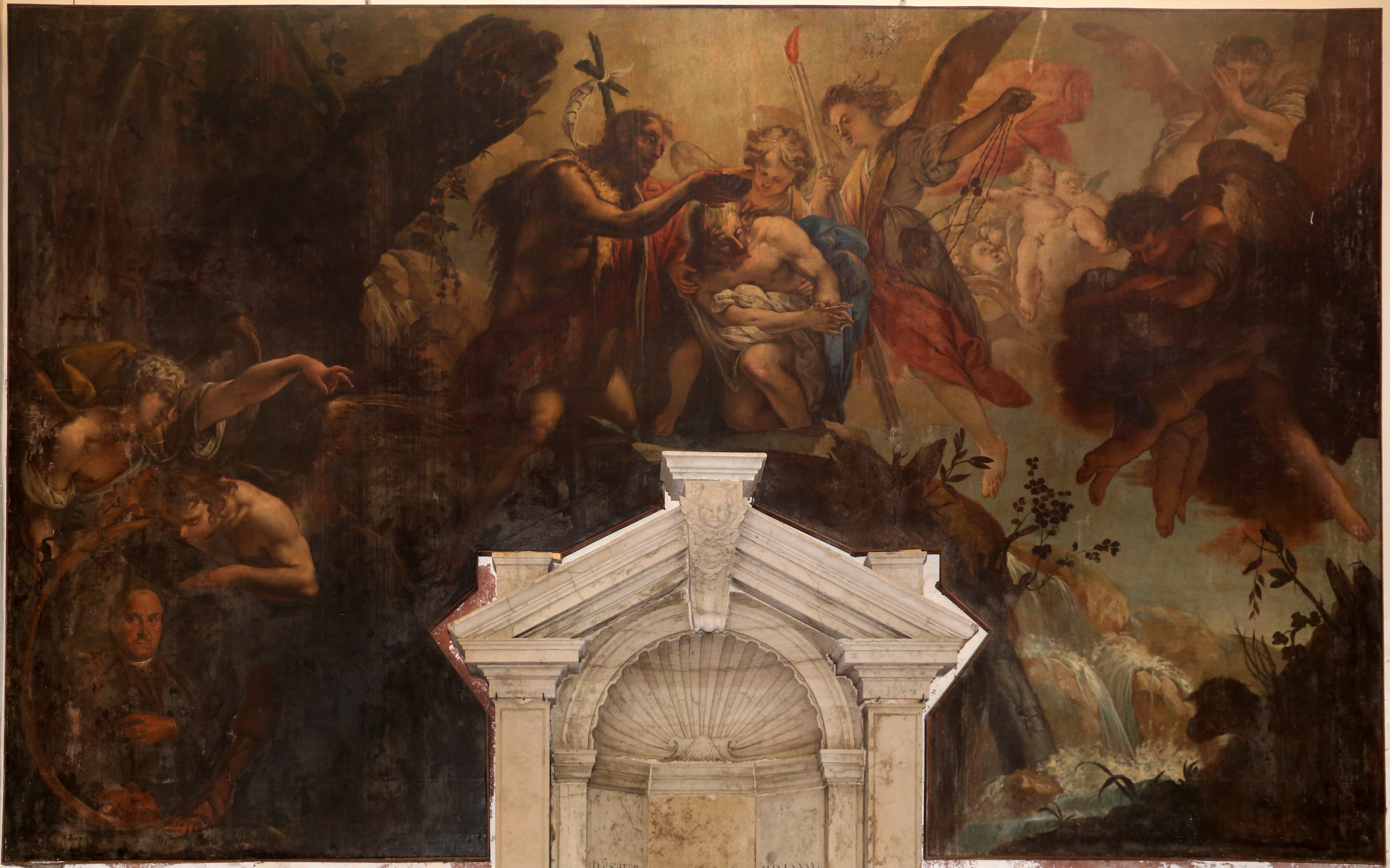
Il battesimo di Gesù raffigurato da Francesco Trevisani

### Esterno, interno e sacrestia
L'esterno della chiesa, rimasto incompiuto, è di tipo a capanna con la parte centrale leggermente più elevata e affiancata dalle due ali laterali.
L'interno, strutturato su una pianta a croce latina con soffitto a volta, è a tre navate con transetto e presenta due cappelle laterali e una cappella maggiore. Sulla contro-facciata, l'organo pneumatico - in sostituzione dei precedenti strumenti perduti - è di Vincenzo Mascioni (1913).   
Entrando, a sinistra e sopra il fonte battesimale, il Battesimo di Cristo è opera notevole di Francesco Trevisani. Il dipinto fu commissionato assieme alla Crocifissione di Giambattista Tiepolo (1925 c.), capolavoro giovanile dell'artista che si ammira all'inizio della navata sinistra. Nel primo altare a sinistra si trova il dipinto del pittore palmesco Bernardino Prudenti: San Rocco, San Sebastiano e Sant'Antonio Abate. All'altare seguente, dedicato alla Madonna del Rosario, la scultura lignea della Vergine con il Bambino e due angeli è di Vincenzo Cadorin (1917).
La cappella laterale a sinistra del presbiterio presenta la pala con Il Padre Eterno tra sant'Albano vescovo, il diacono Domenico e il sudiacono Orso (1638) dello stesso Prudenti, e la tela raffigurante I Miracoli di Sant'Albano e dei diaconi Domenico e Orso con il patriarca Lorenzo Giustiniani, attribuita a Girolamo Brusaferro. Ad Antonio Zanchi è infine attribuito il dipinto che illustra il Miracoloso trasporto a terra del sarcofago dei tre patroni di Burano da parte dei ragazzi dell'isola.
Nella navata destra, il cui primo altare presenta una pala con Sant'Antonio da Padova di Alessandro Pomi (1945), si segnalano: L'adorazione dei pastori (1732) di Francesco Fontebasso, la Fuga in Egitto di Gaspare Diziani e la pala del secondo altare di Sante Peranda con la Chiamata degli apostoli sul mare di Galilea.
La sacrestia, che per motivi di sicurezza ospitava in passato la maggior parte delle opere pittoriche della chiesa: la suddetta Crocifissione di Giambattista Tiepolo, la pala con San Marco e santi del pittore belliniano Girolamo da Santacroce (1541), e le tre Storie di Maria di Giovanni Mansueti, già sul poggiolo della perduta cantoria cinquecentesca (Sposalizio della Vergine, Adorazione dei Magi e Fuga in Egitto), conserva oggi una Vergine Addolorata di Nicola Grassi e un Cristo sorretto da un Angelo attribuito pure allo Zanchi. 
Oggi le opere d'arte di maggior interesse, che presentano spesso i ritratti dei rispettivi committenti, sono state allestite sulle pareti della chiesa rispettando, per quanto possibile, la loro originaria collocazione.

### Campanile
Il campanile, attribuito all'architetto Andrea Tirali che lo costruì tra il 1703 ed il 1714, è alto 53 metri e a pianta quadrata con lato di 6,20 metri alla base. Nella costruzione, interamente in muratura di mattoni "faccia a vista", sono riconoscibili quattro sezioni: il basamento, alto tre metri in bugnato di mattoni, la canna, il dado e la cuspide. La canna è percorsa da lesene verticali terminanti sotto la cornice in mattoni della cella campanaria con capitelli toscani sul lato sud sono presenti otto finestrelle rettangolari.
La cella campanaria è caratterizzata dalla presenza di due aperture ad arco a tutto sesto su ogni lato sormontate da una trabeazione e da un timpano in pietra d’Istria, posto quasi a mascheramento del dado quadrato dal quale inizia la cuspide. Sulla cuspide, anch'essa in mattoni, poggia un elemento in pietra d'Istria, più largo della sommità che costituiva la base d'appoggio di un angelo in bronzo distrutto dall'uragano che colpì l'isola il 25 settembre 1867, sostituito poi da una croce di ferro.
Il campanile della chiesa di San Martino grazie alla sua forte pendenza è diventato il simbolo dell'isola di Burano. La struttura subì i primi cedimenti già in fase di costruzione che progredirono lentamente fino al secondo dopoguerra, epoca in cui si registrarono rapidi incrementi al punto tale che il Comune di Venezia diede corso ad un intervento di consolidamento statico eseguito dalla ditta Fondedile di Napoli, sotto la guida dell'ingegner Fernando Lizzi, e conclusosi nel 1970.

## Reliquie
Vi si conservano le reliquie di santa Barbara.